# Ezra Danin
Ezra Danin (né en Syrie ou à Jaffa[réf. nécessaire] selon les sources, le 2 août 1903 et mort le 31 mai 1984) est un espion israélien, chef du SHA'Y, service de renseignement de la Haganah, une personnalité politique israélienne. Il est également cultivateur d'oranges.

## Biographie

### Famille
Son père, Yehezkel Danin (né Socholovsky, 1868–1945), était chef d’entreprise à Białystok (actuelle Pologne). Il émigre en Palestine lors de la première Aliyah, à la fin du XIXe siècle. Yehezkel s’implique dans les cercles sionistes puis s’installe à Jaffa, où Ezra naît. Il est l’un des fondateurs de Tel Aviv. Sa mère, Rachel Yellin, est née en Palestine d’une famille du Vieux Yishouv. Son grand-père maternel, Yehoshua Yellin, était un important rabbin de Jérusalem, et son épouse, Sarah Yehuda, venait d’une famille juive irakienne de Bagdad.

### Engagement dans l’espionnage
Durant la Révolte arabe de 1936-1939, Ezra Danin opère dans le réseau d'espionnage de la Haganah et des Britanniques dans le district de Samarie, en Palestine mandataire.
En 1940, Danin fonde la section arabe du SHA'Y et reste jusqu'en 1948 conseiller aux affaires arabes auprès de l'Agence juive et de la Haganah. Il joue également un rôle fondamental à partir de 1943 dans la restructuration des dossiers Village. Ces dossiers sur les villages arabes servaient à la préparation de leur expulsion, réalisée en 1947-1948 (voir Nakba). Des données topographiques, militaires, politiques sont rassemblées sur chaque village afin de faciliter les opérations d’expulsion le moment venu. Il joue un rôle essentiel dans la création de la section syrienne du Palmach en 1940-1941, destinée à infiltrer la Syrie et le Liban relevant alors du régime de Vichy.

### Guerre de 1948 et expulsion des Arabes
En 1947, il est placé à la tête de la section "Arabes", dont dépendent les Juifs arabes et les Arabes palestiniens espionnant pour le compte du Yichouv, que ce soit en Palestine ou dans les autres pays arabes. Il participe aux réunions restreintes autour de David Ben Gourion préparant la partie nettoyage ethnique du plan Daleth. En mai 1948, il gère la participation des services secrets à la mise en œuvre du plan Daleth : un membre de ses services est présent à chaque occupation de village palestinien pour désigner les Palestiniens jugés potentiellement dangereux, hommes qui furent en général abattus. Dans un certain nombre de villages, les « hommes d’âge militaire » (de 10 à 50 ans) sont séparés de la population et envoyés dans des centres de détention israéliens.
Il préconise la généralisation d’opérations du type de l’opération Lamed-Heh (35, comme le nombre de morts juifs au massacre de Kfar Etzion), représailles indiscriminées et faisant de nombreuses victimes, comme lors du massacre de Safsaf.
Il participe à plusieurs rencontres en Transjordanie entre Golda Meir et les représentants de l’émirat, ainsi qu’avec Éliahou Sasson (en). Le 11 mai, quatre jours avant la proclamation de l'indépendance d'Israël et le début de la première guerre israélo-arabe, il accompagne  Meir à Amman pour tenter de persuader le roi Abdallah de ne pas entrer en guerre contre Israël.
Danin devient ensuite membre des premier et second comités de Transfert.
En août 1948, il est nommé au comité des affaires arabes qui est constitué pour gérer la conséquence du nettoyage ethnique palestinien.

### Après 1948
Il est nommé directeur des émissions en arabe et enfin conseilleur aux affaires arabes auprès de Meir, ministre des Affaires étrangères.
Il publie deux livres : un recueil de documents pris aux combattants arabes lors de la Grande révolte arabe (1936-1939) et une autobiographie intitulée "Unconditional Zionist" (soit Sioniste inconditionnel) écrite avec Yaakov Sharet.